# Divan (rigsråd)
Divan (persisk دیوان, osmannisk tyrkisk Dîwân eller Dîwân-i-Humâjûn Kalemi) er rigsrådet i flere muslimske stater, primært i det Osmanniske Rige. Den første Divan blev oprettet under Umar ibn al-Khattabs kalifat, da denne kopierede det besejrede sassanideriges administrationssystem.
Den osmanniske divan fungerede som en slags regering af riget, og bestod af vesirer, advokater, teologer og andre højtstående, såsom janitsharernes øverstbefalende og rigsadmiralen. Divanen blev først ledet ved Sultanen, men fra 1500-tallet af Storvesiren.